# Ndiarème Limamoulaye
Ndiarème Limamoulaye est l'une des cinq communes d'arrondissement de la ville et département mono-arrondissement de Guédiawaye (Sénégal) en banlieue dakaroise.

## Géographie
Elle est située dans la zone naturelle des Niayes dans une dépression localement inondée pendant la saison des pluies.
|             | Océan atlantique     |                   |
| Sam Notaire | Ndiarème Limamoulaye | Wakhinane Nimzatt |
|             | Médina Gounass       |                   |

## Histoire
La commune d’arrondissement est créée le 30 août 1996 et est érigée en commune de plein exercice en 2014.  

## Administration
La commune est constituée de 10 quartiers, dont quatre quartiers d’habitat planifié : Cité Sentenac, Hamo 4, Hamo 5 et Hamo 6 et six quartiers de lotissements de recasement en auto-construction : Angle Mousse 2, Nimzatt 1, Nimzatt 2, Nimzatt 3, Cheick Wade, Darou Naïm.

## Économie
La population active de la commune est constituée d’une très forte proportion de travailleurs du secteur informel dont les revenus proviennent principalement du commerce et de l'artisanat.